# Villarta de San Juan
Villarta de San Juan es un municipio y localidad española de la provincia de Ciudad Real, en la comunidad autónoma de Castilla-La Mancha. Se localiza en el norte de la comarca de La Mancha. Cuenta con una población de 2698 habitantes (INE 2024).

## Geografía

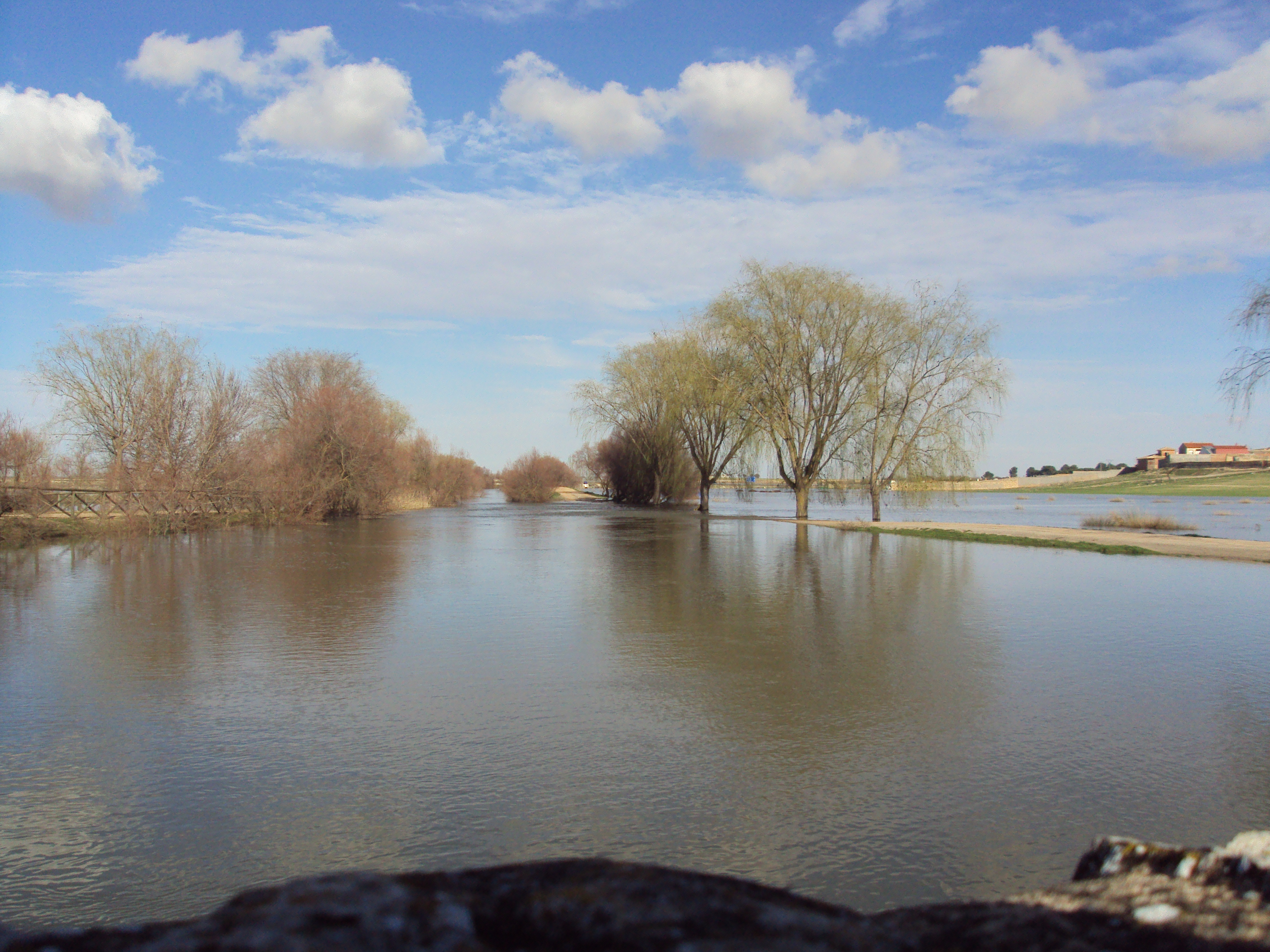
Río Gigüela a su paso por Villarta de San Juan

Se encuentra situada al norte de la provincia de Ciudad Real, a 62 km de la capital provincial, en la llanura que caracteriza la comarca de La Mancha, a la que pertenece, concretamente al Campo de San Juan.
Se sitúa a 626 m sobre el nivel del mar y por su término municipal discurre el río Cigüela, formando encharcamientos en torno a las vegas cuando las condiciones hídricas lo permiten.
Pertenece al partido judicial de Manzanares y linda al norte con Puerto Lápice, al este con Herencia, al sur con Manzanares y al oeste con Arenas de San Juan.
| Noroeste: Puerto Lápice                                 | Norte: Puerto Lápice, Herencia | Noreste: Herencia |
| Oeste: Arenas de San Juan                               |                                | Este: Herencia    |
| Suroeste: Puerto Lápice (exclave) Las Labores (exclave) | Sur: Manzanares                | Sureste: Herencia |

### Hidrografía
El río principal que atraviesa las tierras de Villarta en sentido este-oeste es el Gigüela, afluente del Guadiana en la zona de Las Tablas de Daimiel. Antiguamente, en las épocas de escasas lluvias, era alimentado por las aguas del acuífero 23. El régimen hídrico del Gigüela, junto con los aportes subterráneos y la escasa pendiente del terreno, provocaban el ensanchamiento de las vegas, provocando un paisaje particular de humedales cuyo símil más cercano se encuentra en el parque nacional de las Tablas de Daimiel. Actualmente, el descenso del agua subterránea, la regulación del río aguas arriba y las escasas lluvias, incluyéndose también las roturaciones, han provocado la completa desaparición de estos humedales. Sin embargo, en épocas de grandes lluvias y debido a la llanura y a la impermeabilidad del terreno, el río Gigüela se estanca en grandes tablas, provocando inundaciones.

### Comunicaciones
- Las vías de comunicación más importantes son:
  - A-4 (autovía del Sur). Madrid a Cádiz.
  - CM-3113. Villarta de San Juan - Cinco Casas - Argamasilla de Alba
  - CM-4126. Villarrubia de los Ojos - Arenas de San Juan - Villarta de San Juan
  - CR-1342. Villarta de San Juan a Herencia
- Líneas de Autobuses:
  - Samar, línea Madrid - Jaén
  - Criferba, línea Alcázar de San Juan - Arenas de San Juan
  - Aisa], línea Ciudad Real - Villarta de San Juan

- Distancia a otras localidades: 
  - Ciudad Real: 63 km
  - Daimiel: 30 km
  - Manzanares: 28 km
  - Alcázar de San Juan: 36 km
  - Tomelloso: 40 km
  - Puerto Lápice: 11 km
  - Herencia: 18 km
  - Arenas de San Juan 8 km
  - Cinco Casas 18 km

## Historia
El origen de Villarta se sitúa, aunque en términos muy imprecisos, en plena época prerromana; se pueden señalar vestigios de la cultura de las Motillas, una muy cerca de la actual población, si bien totalmente destruida en la actualidad, así como los importantes vestigios Ibéricos de los yacimientos de Falcón y de la Virgen de la Vega, que al estar situados en terrenos de labor nunca han sido estudiados con detenimiento, a pesar de haberse encontrado restos de gran valor histórico. En cualquier caso no parece albergar dudas el origen romano de la villa, pudiendo identificarla con la mansión romana de Murum, en la calzada que unía la villa de Consuegra con Alhambra y el puente de origen romano, aunque su estructura fue consolidada en época medieval.
La importancia de dicho monumento, con categoría de Monumento Histórico-artístico, de carácter nacional y bien cultural, radica en sus dimensiones: aproximadamente 500 m de longitud y 46 ojos vistos más los que se tiene constancia que existen o existieron antes de la construcción de la N-IV que cortó el puente en sus dos extremos. También es posible apreciar un puente al este de éste en ruinas o de inacabada construcción del que se sabe muy poco. En las Relaciones del cardenal Lorenzana, en fecha 20 de mayo de 1782, se dice textualmente «.... tiene un Puente y su calzada todo de piedra con cincuenta y cuatro ojos dicho puente y mil ochocientas varas de largo».

### Dominio musulmán
Durante el dominio árabe hay un oscurantismo documental que no debe hacernos pensar que fue destruido o abandonado dada su condición estratégica y de comunicación, de cualquier manera existen topónimos que hablan de esa época como puede ser la finca conocida como la casa del Moro o Madära. 

### Dominio cristiano
Tras la conquista de Toledo por Alfonso VI, la lucha secular entre musulmanes y cristianos se traslada hacia la zona del Guadiana, encomendándose a la Orden de San Juan la custodia de los territorios de Consuegra, entre los que se encontraban los de la villa. Así entre los derechos de la Orden figuraba en 1173 el derecho de portazgo de cualquier recua anunciada por pregonero, que pasando por Consuegra fuera por caminos derechos a tierras de Segura. Posteriormente aparecerán otros datos donde se especifica claramente que dichos derechos deberán percibirse en el Portazgo de Villaharta, como lo confirma el privilegio concedido por Alfonso XI, el 9 de abril de 1343 a la Orden de Calatrava. Es en el año 1236 cuando se concede Carta de Población a la villa de Villaharta, fecha por tanto que se puede considerar como verdadera fundación documental e histórica de la villa como ente local. 
A partir de dicha fecha, esta villa adquiere un cierto protagonismo siempre ligado a su Portazgo y por la importancia que el mismo tiene para una organización como La Mesta, que tiene en el Puerto de Villaharta y su anejo de la Perdiguera uno de sus puntos clave en el Reino de Castilla. 

## Edad Moderna y Contemporánea
La villa fue un asentamiento de gente de tres culturas: judía, musulmana y cristiana. De la importancia de la primera es de destacar la presencia de judíos o descendientes entre 1495 y 1497 en torno al 10 % de la población total. Según los datos que figuran en las Relaciones ordenadas por Felipe II en 1575, la población podía tener entre 200 y 300 habitantes, concentrándose en un núcleo urbano en torno al Camino Real, plaza del Altillo y desde estos lugares hacia la iglesia, situada en el extremo norte del pueblo y edificada sobre los restos de una antigua fortificación defensiva de la Orden de San Juan lo cual da origen al nombre de Villa Harta, es decir, apretada, cercada, amurallada para pasar a llamarse Villaharta, Villaarta y con el ayuntamiento constitucional formado tras la Guerra de la Independencia Villarta de la Orden de San Juan, para llegar a la actualidad con la denominación de Villarta de San Juan.
Ostenta el título de villa con privilegio real, de fecha 12 de julio de 1648. 
Durante la citada Guerra de la Independencia a consecuencia de una importante escaramuza con los franceses en el puente romano, en la que se les causó más de 200 bajas, el pueblo fue prácticamente destruido, manteniéndose sólo las edificaciones más consistentes como la torre del Reloj, la iglesia parroquial y el puente romano. 
A partir del año 1900 hasta 1960, la población pasa de 1000 habitantes a casi 4000, en la época de los sesenta en que la emigración a consecuencias de la modernización agraria paraliza este desarrollo hasta los años ochenta en que la villa emprende una lenta pero continua evolución.

## Demografía
Villarta de San Juan cuenta con una población de 2698 habitantes (INE 2024).
| Gráfica de evolución demográfica de Villarta de San Juan entre 1842 y 2021                                                                                    |
| |
| Población de derecho según los censos de población del INE Población de hecho según los censos de población del INEEn este censo se denominaba Villarta: 1842 |

| 2872                       | 2997 | 2968 | 3043 | 3026 | 3063 | 3143 | 3061 | 3090 | 3066 | 3026 | 3000 | 2953 | 2845 |
| (Fuente: [cita requerida]) |      |      |      |      |      |      |      |      |      |      |      |      |      |

## Monumentos y lugares de interés

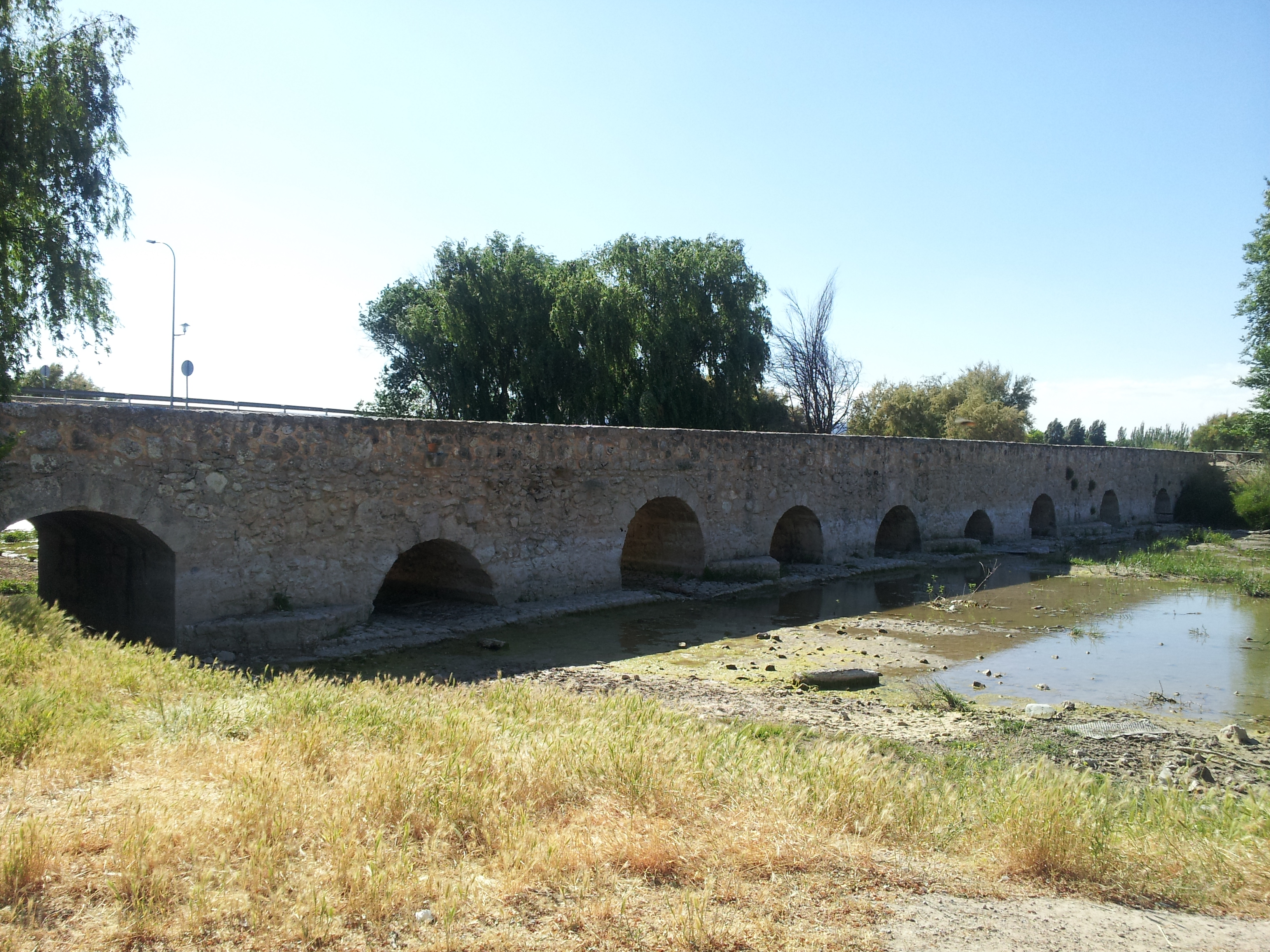
Puente romano de Villarta de San Juan

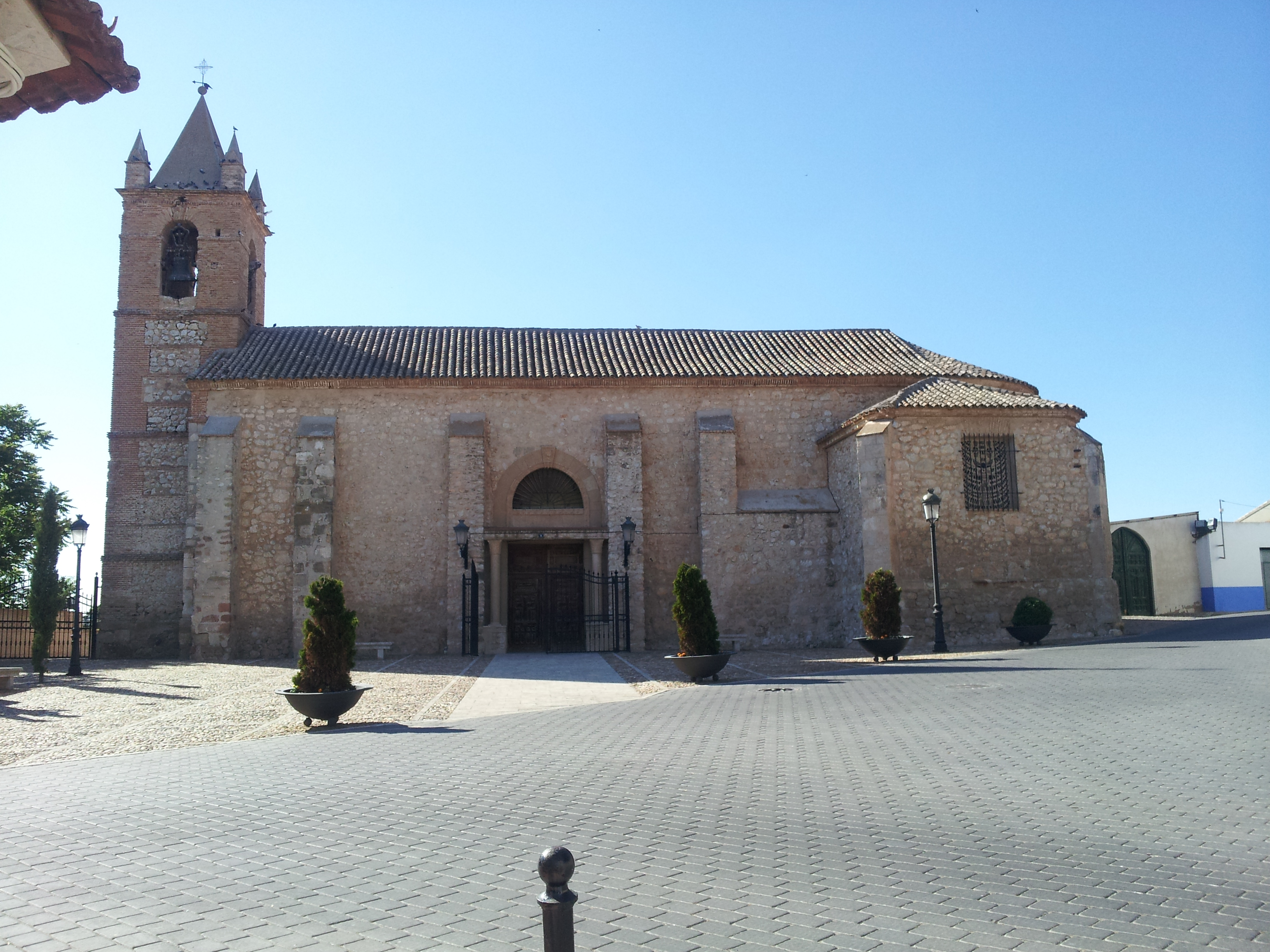
Iglesia de Santa María la Mayor del

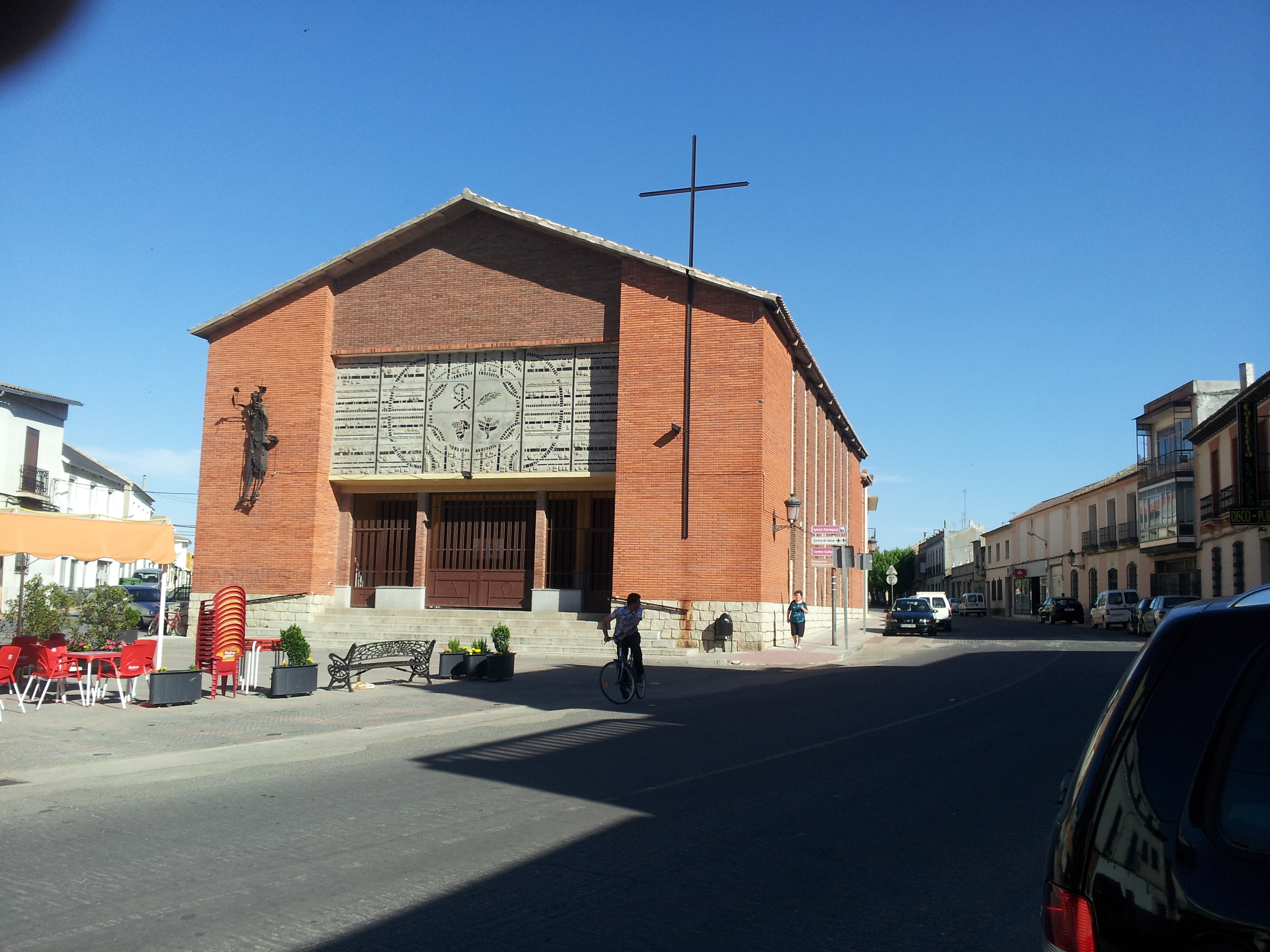
Parroquia de San Juan Bautista

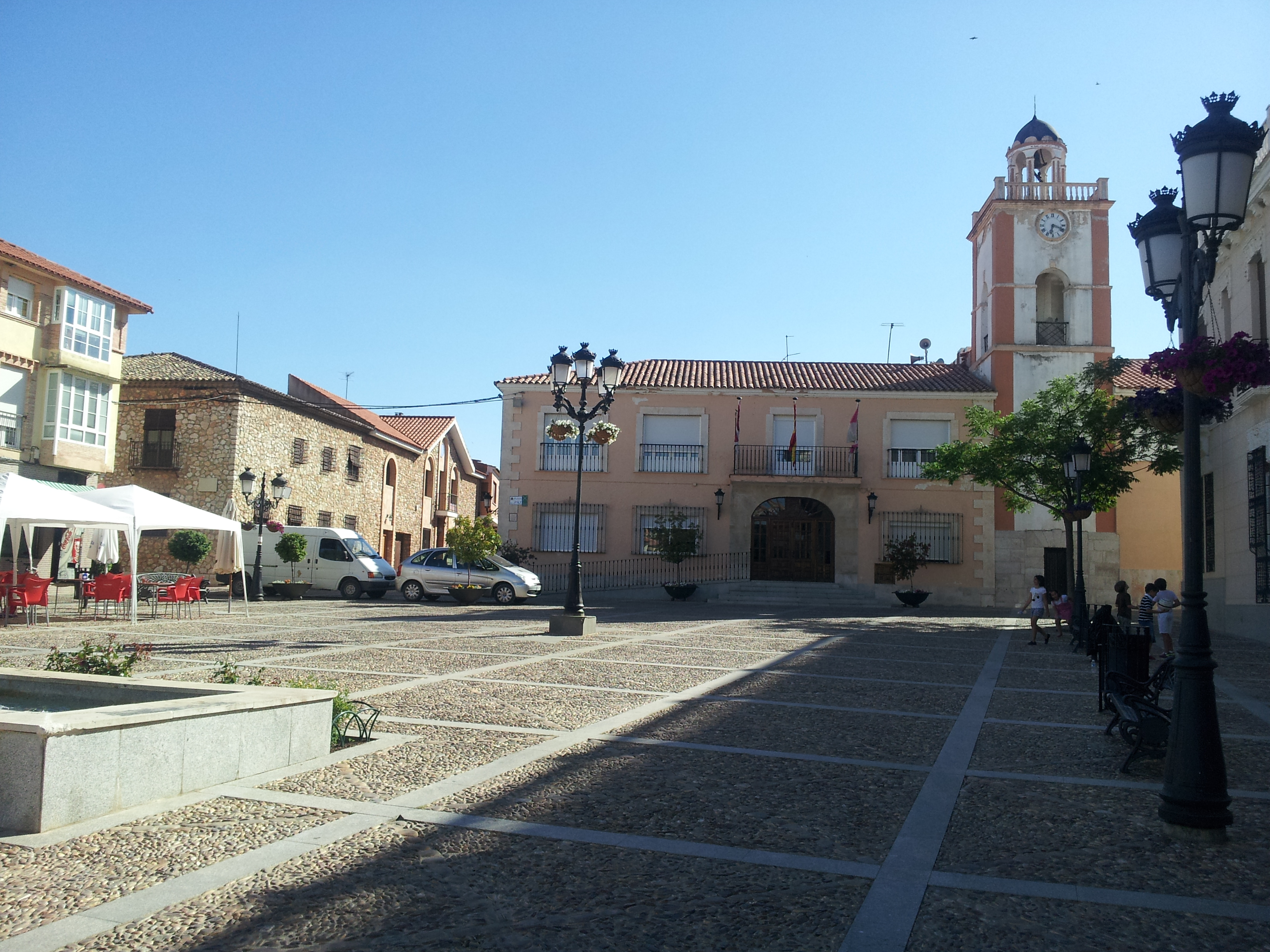
Plaza de la Paz, ayuntamiento y torre del reloj

### Puente romano
Fue declarado monumento artístico de carácter nacional el 30 de noviembre de 1983. 
Su primer origen es romano, si bien su estructura fue consolidada y fortalecida en época medieval, como punto importante y de obligada construcción para la continuación de la calzada romana de Consaburum a Laminio, coincidiendo la ubicación de Villarta con la ciudad romana de Murum que muchos historiadores sitúan en Villarta o inmediaciones. 
Conocido popularmente como “el Puente Viejo”, se encuentra situado entre los kilómetros 145 y 146 de la antigua carretera nacional Madrid-Cádiz (Nacional IV) describiendo un arco de aproximadamente 500 m y 72 ojos.

### Iglesia de Santa María la Mayor
A la entrada del pueblo encontramos la iglesia llamada popularmente como “Iglesia Vieja”, conocida inicialmente con el nombre de Santa María la Mayor, datada de finales del siglo XV y principios del XVI. Pertenece al gótico tardío, del tipo rural, con planta de cruz latina aunque en la actualidad sólo conserva uno de los brazos ya que el otro fue derribado durante la guerra civil durante un expolio hacia sus bienes materiales y un incendio intencionado hacia la iglesia, que fue el que ocasiono la caída de este brazo .Su última reforma data de 2015, en dicha reforma se pintó todo el interior se reacondiciono el exterior y se construyó un nuevo retablo mayor, así como pequekas capillas. Fue edificada sobre restos de una antigua fortificación defensiva de la Orden Sanjuanista.En varias obras de reforma se han encontrado en inmediaciones de la iglesia antiguas monedas y cerámicas de época Árabe y Romana.

### Torre del reloj
Construcción del siglo XVII a base de la técnica constructiva del aparejo toledano, de cuya época sólo se conserva el primer tercio. Tiene base cuadrada y consta de tres cuerpos, los dos primeros más antiguos y un tercero más moderno sobre el que se asienta un templete.
Se encuentra situada en la plaza de la Paz, conjuntamente con la fachada principal del ayuntamiento, en su frente se abre la pequeña puerta que da acceso a la torre, junto a un pequeño hueco sobre ella donde antiguamente se colocaba una imagen de la virgen de la paz, patrona del pueblo y en la parte final está ocupada por la máquina del reloj y se corona con una pequeña barandilla que circunvala el perímetro de la Torre. Sobre este último tramo se centra un templete circular apoyado en seis columnas.

### Parroquia de San Juan Bautista
Edificio de construcción reciente,construido tras la demolición de la vieja ermita de la virgen de la paz que se encontraba en el mismo solar.En ella se encuentra la imagen de la Virgen de la Paz patrona de Villarta, en un retablo y cuyo rasgo arquitectónico más reseñable radica en sus vidrieras, catorce vidrieras rectangulares en sentido vertical, dedicadas a la Virgen, san Pablo y los doce apóstoles, así como otra de grandes dimensiones que ocupa el frontal de la iglesia que consiguen un efecto interior de luminosidad, en el exterior colgada en la fachada existe una imagen abstracta de San Juan Bautista copatrón de la localidad.

### Chimenea de los Islas
Las bodegas y alcoholeras forman parte de la arquitectura industrial popular relacionada con el sector del vino en la zona, que ostentan gigantescas chimeneas de ladrillo algunas de ellas en perfecto estado de conservación. La fábrica de Los Isla, en la calle Las Eras, es un edificio de bodegas, destilación y rectificación de alcoholes de finales del siglo XIX y que aún hoy mantiene su actividad. La estructura de la chimenea tiene un desplazamiento de las hiladas de ladrillos helicoidales que rompe la uniformidad y es típicamente modernista.
La chimenea consta de una base circular con arcos rematados con la misma pieza que sirve para resaltar el cordón helicoidal. También se utiliza para los salientes de la cornisa de la base, así como para el remate de la coronación.

### Plaza de la Paz
En ella se encuentra ubicado el Ayuntamiento, edificio de 1970. Conjuntamente a la fachada del ayuntamiento se encuentra la Torre del Reloj que es un edificio cuya construcción data del siglo XVII, de cuya época sólo se conserva el primer tercio, y su parte final está ocupada por la maquinaria del reloj.
Hay una casa señorial cuya fachada ocupa casi toda la parte norte conocida como “Casa del Requeté” o “Casa de Domingo Serrano”, posterior a 1913 reformada hace poco.
Actualmente la plaza está abierta hacia la carretera N-IV pero antiguamente no era así, la plaza estaba cerrada al este separando la carretera de la plaza, dicho edificio sirvió como pósito municipal y como sede del consistorio tras el incendio en 1903.

### Casa de las Davisas
Construida hacia 1912 es una muestra de la arquitectura tradicional de casonas manchegas, cuenta con un patio cuadrado en el centro a base de columnas de piedra sobre las que reposa un corredor en altura por todo en contorno del patio en la actualidad la plata baja está distribuida en un bar, una discoteca y una tienda, por lo que ha perdido todo el mobiliario original en la planta baja, pero consta por parte de vecinos de la localidad que en la planta baja se situaban varios salones, uno de ellos con un gran piano de cola y las habitaciones del servicio doméstico .De la planta alta no se tiene constancia de nada. Actualmente casa de Mora.

### Parque de los Arenales
Zona verde donde se puede disfrutar de la naturaleza, dispone de barbacoas y merenderos situados en una zona con césped, parque para los niños (columpios, toboganes...), un amplio aparcamiento, zona con animales (patos, pavos reales...). Cuenta también con un escenario donde se realizan bailes y actuaciones durante la época estival, (últimos de junio hasta principios de septiembre).
Durante las ferias y fiestas de San Juan en él se instala las atracciones feriales, los bares, se celebran los bailes y la pólvora. Situado en este parque también se encuentran las instalaciones de la piscina municipal.

### Paraje Los Tarays
Una gran zona verde, la más grande de Villarta, situada a las afueras del pueblo, al lado de la vega del río Gigüela, cuenta con una gran extensión salpicada de árboles, entre ellos el Taray característico de la zona, este paraje cuenta con baños, un descansadero de La Ruta de Don Quijote, fuente con agua, etc. Es el lugar donde se celebraba la Romería del 1.º de mayo y servía como lugar de esparcimiento para el pueblo, tras las crecidas del río los últimos años, el emplazamiento nuevo para la Romería es el paraje de Los Arenales. En Los Tarays se celebran los campeonatos de carreras de galgos, tanto de carácter local como nacional.

### Paraje Los Arenales
Otra gran zona verde de Villarta, situada a las afueras del pueblo, también al lado de la vega del río Gigüela, cuenta con una gran extensión de pinares, este paraje cuenta con baños, merenderos, una fuente con agua, etc. Es el lugar donde se celebra la Romería del 1.º de mayo tras las crecidas del río los últimos años, el emplazamiento anterior de Los Tarays fue sustituido por este.

## Fiestas

### Las Paces
Declaradas Fiestas de Interés Turístico Regional el 28 de marzo de 1994 con su publicación en DOCM el 15 de abril de ese mismo año. 
El posible origen de las Paces data del año 1369, cuando en el concilio eclesiástico del Arzobispado de Toledo, se instituye la festividad de Nuestra Señora de la Paz, al día siguiente de la ya instituida de San Ildefonso. El primer dato histórico relacionado con estas fiestas aparece en las relaciones de Felipe II donde se dice en el capítulo correspondiente a Villarta "...que hay una ermita fuera del pueblo que se dice Nuestra Señora de la Paz". Añadiéndose posteriormente: ...y Nuestra Señora de la Paz, esta que votó por la salud del pueblo cristiano..." Estas fiestas tienen carácter Patronal al menos desde 1780. Únicamente, no se celebraron durante la Guerra de la Independencia, cuando Villarta fue totalmente asolada y su Virgen desaparecida y, durante la guerra civil, periodo en que la imagen fue destruida en su totalidad. 
El elemento característico es el despliegue pirotécnico, que tiene su origen en las promesas que durante el año se realizaban a la virgen con motivo de algún hecho de especial relevancia (curación de alguna enfermedad, operación quirúrgica, nacimiento...) se lanzaban un número determinado de cohetes por los oferentes acompañados de sus familiares, también en grupos de amigos que después pasaron a constituir las actuales peñas coheteras. La imagen, que actualmente se venera es, en orden cronológico, la cuarta imagen, por lo menos, que se ha tenido de la Virgen de La Paz. La característica principal radica en que se trata de una virgen sin niño, es una talla para vestir y sus manos están separadas. Con una mano ase un ramo de flores y con la otra el pequeño estandarte y un báculo. La corona es la misma que tenía la imagen antigua y es posterior a 1913.
Se celebran del 23 al 26 de enero en honor de Nuestra señora de la Paz, patrona de Villarta de San Juan; dentro del ciclo de fiestas de invierno y antecedentes de los Santos Viejos. 
Han sabido aunar los tres principales aspectos de los grandes festejos: novenas, máxima expresión del aspecto religioso; la hoguera, un símbolo tradicional y la procesión como manifestación festiva popular junto a la puja y la Operación 2000.
- Las novenas

Las novenas que se celebran desde el 14 de enero hasta el día 22, comienzan a las nueve de la noche con el cántico del Himno a la Virgen de la Paz y finalizan con la Salve y el Himno popular a la Virgen; la duración del acto suele ser aproximadamente de una hora y tras la última novena, el día 22 de enero, tiene lugar el lanzamiento de una colección de fuegos artificiales. 
- Las vísperas

El día 23 es el arranque oficial de las fiestas con una ofrenda floral, la inauguración oficial y Pregón de fiestas; Por la tarde comienzan los actos religiosos, tiene lugar la celebración religiosa y solemne de vísperas que se inicia con la misa, tras la cual tiene lugar la procesión de vísperas, siguiendo el mismo recorrido que el día de la festividad. El significado de esta procesión es el de acercar a la Patrona a la iglesia sede de la parroquia, como un acto de deferencia, ya que hasta no hace mucho tiempo la virgen permanecía en su antigua ermita, mientras la iglesia vieja era el centro de la vida religiosa. Al desaparecer la ermita para construir el nuevo templo parroquial, perdió su significado pero se mantiene el hábito de su celebración. 
Ya por la noche, tiene lugar la quema de la monumental hoguera, símbolo de la tradición. Representa el acto purificador del fuego y durante la misma no hay quema de cohetes. 
Su origen se debe a la necesidad de calentar la vigilia de la Virgen de la Paz el día de San Ildefonso. Esto daría lugar a una tradición que se repetirá cuando ya la ermita de la Virgen de la Paz estaba incluida dentro del casco urbano. 
- La hoguera

La hoguera se compone de aportes voluntarios de los vecinos y la parte principal la aporta una caravana de remolques de leña que se recogen en la madrugada del 23 por los mozos del pueblo, volviendo con los remolques cargados para coincidir con la ofrenda floral. Debido a sus grandes dimensiones es controlada por un equipo de bomberos. Los jóvenes villarteros la noche antes del 23 salen los amigos a buscar leña sin acostarse el 23 por la mañana la descargan en la plaza de la iglesia
Se sigue manteniendo, aunque en menor medida, la costumbre de asar en ella durante la madrugada; al situarse en el centro neurálgico de las fiestas es recogida a altas horas de la madrugada para dejar la plaza libre y permitir la celebración de la procesión.
- La procesión

Ya desde primeras horas de la mañana se pueden oír disparos de cohetes lanzados por las peñas mientras los prueban. Se ha recuperado una tradición, que es el "toque de diana" en el que tiene lugar un lanzamiento de cohetes para despertar al pueblo y que se prepare para el gran día. Se celebra la solemne función religiosa tras la cual, la Virgen es sacada a hombros del templo a los acordes del Himno Nacional (Banda de Música "Villaharta") y hace su aparición ante la multitud que espera en la plaza, iniciándose así la tradicional procesión. 
Las peñas coheteras, ataviadas con el traje de labor (mono) abren la procesión lanzando miles de docenas de cohetes, la mayoría a mano, durante el recorrido de la procesión.
- Operación 2000

La iniciativa surgió en el tradicional Bar Quiosco y tenía como fin reunir fondos para lanzar de una vez, mediante soportes, la mayor cantidad de docenas de cohetes cuando la virgen llegase a la plaza de la Paz, estableciéndose como meta el lanzamiento conjunto de 2000 docenas (de ahí el nombre). Actualmente se lanzan más de 2000 docenas de cohetes que estallan en el cielo en poco más de un minuto dando lugar a uno de los momentos más esperados y espectaculares de las fiestas, hace pocos años se decidió trasladar la Operación 2000 a las afueras de la localidad, para mayor seguridad, así, en el momento de la llegada de la Virgen a la iglesia Vieja, se prende toda la pólvora.
- La puja

Finalizada la Operación 2000 se inicia la puja de los brazos, que no es otra cosa que la pública subasta de los brazos de las andas ( tres brazos delanteros, tres traseros y cuatro laterales) de la imagen para entrarla en su templo y sacarla el próximo año. En este primer momento la puja sólo tiene un valor simbólico, pues realmente no empezará hasta que la imagen llegue a las puertas de la iglesia. Cuando aparentemente se han realizado las subastas y la Virgen inicia su entrada a la iglesia, surge una nueva oferta y a los gritos de para atrás, la Virgen detiene su marcha y vuelve nuevamente a la plaza entre aplausos de la gente. 
Esta acción se repite por lo general varias veces, hasta que al final la Virgen entra en el templo a los acordes del himno nacional que se mezcla con el himno de la Virgen cantado por los fieles que están dentro del templo y una estruendosa traca que anuncia que la virgen está entrando en la iglesia.

### San Juan
Empezó a celebrarse de forma institucional a partir de la década de 1950. 
Su celebración tiene lugar durante los días 23 al 25 de junio en honor de san Juan Bautista, copatrono de Villarta de San Juan. Hasta hace unos años, el día 23 por la noche se realizaba una pequeña hoguera en la puerta de la iglesia Vieja, la que se decidió suspender por falta de asistencia de gente y fue sustituida por actividades en el recinto ferial. Destaca la función religiosa del día 24 y la procesión que se celebra a continuación acompañada por el estruendo de los truenos que lanza la Peña Truenera San Juan Bautista que abre la procesión. 
Durante estos días el epicentro de las fiestas se localiza en el recinto ferial del parque de Los Arenales, donde se instalan las atracciones de la feria y se celebran los bailes nocturnos. 
El día 24 por la noche tiene lugar en el citado recinto ferial la quema de la colección de fuegos artificiales que, al igual que en Las Paces, se conoce como La pólvora.

### Otras fiestas
- Carnaval: Tiene su punto álgido el sábado de carnaval con el desfile en el que participan las distintas comparsas y grupos de la población con carrozas y por la noche se celebran bailes. El lunes y martes de carnaval también se realiza el típico baile de mascarones en el auditorio La Paz.
- Semana Santa: Destaca la celebración de distintas procesiones: Domingo de Ramos con la imagen de “la Borriquilla”. Jueves y Viernes Santo en los que las tres cofradías del municipio sacan en procesión las distintas imágenes de la Pasión. Domingo de resurrección se celebra la procesión de “los encuentros” a las siete de la mañana.
- Romería - 1.º de mayo: Se celebra el día primero de mayo, en un espacio habilitado a tal fin en el paraje Los Arenales en las inmediaciones del río Gigüela acompañando a la imagen de la Virgen de Fátima. Se acude en familia o grupos de amigos desde primeras horas de la mañana, para elegir un buen sitio en el que disfrutar de un día de campo realizando juegos, comidas típicas, visitando los bares y puestos que se instalan.
- San Cristóbal: La hermandad de San Cristóbal, que cuenta con más de 200 socios, organiza la festividad de san Cristóbal y santa Gema el día 12 de julio. En la cual se lleva al santo en procesión hasta su ermita, donde espera santa Gema, una vez allí por la noche se hace una verbena en su honor. Al día siguiente la fiesta continua con la bendición por parte del párroco de la villa a los coches de todo aquel que asiste. Una vez bendecidos los vehículos, todos se encaminan hacia la ermita donde se celebran juegos y piñatas para todos los niños que asisten.

## Ciudades hermanadas
- Almácera (España)